# Galatasaray Istanbul/Saison 2010/11
Die Saison 2010/11 von Galatasaray Istanbul war die 103. Saison in der Vereinsgeschichte und die 53. Saison in der türkischen Liga, der Süper Lig. Der Klub beendete die Saison auf dem 8. Platz. Die Türkiye Kupası endete für Galatasaray Istanbul im Viertelfinale. In der UEFA Europa League schieden die Gelb-Roten in den Play-offs aus.

## Personalien

### Kader
| Nr.        | Nat.                  | Name                 | Geburtsdatum  | im Verein seit | vorheriger Verein   |
| Torhüter   | Torhüter              | Torhüter             | Torhüter      | Torhüter       | Torhüter            |
| ---------- | --------------------- | -------------------- | ------------- | -------------- | ------------------- |
| 01         | Turkei Deutschland    | Aykut Erçetin        | 14. Sep. 1982 | 2002           | eigene Jugend       |
| 86         | Turkei                | Ufuk Ceylan          | 23. Juni 1986 | 2009           | Manisaspor          |
| 87         | Kolumbien             | Róbinson Zapata      | 30. Sep. 1978 | 2011           | FCSB Bukarest       |
| Abwehr     |                       |                      |               |                |                     |
| 02         | Australien Nordirland | Lucas Neill          | 9. März 1978  | 2010           | FC Everton          |
| 03         | Turkei                | Çağlar Birinci       | 2. Okt. 1985  | 2010           | Denizlispor         |
| 05         | Turkei                | Gökhan Zan           | 7. Sep. 1981  | 2009           | Beşiktaş Istanbul   |
| 06         | Argentinien Spanien   | Emiliano Insúa       | 7. Jan. 1989  | 2010           | FC Liverpool        |
| 22         | Turkei Deutschland    | Hakan Balta          | 23. März 1983 | 2007           | Vestel Manisaspor   |
| 23         | Turkei                | Serkan Kurtuluş      | 1. Jan. 1990  | 2008           | Bursaspor           |
| 55         | Turkei                | Sabri Sarıoğlu       | 26. Juli 1984 | 2001           | eigene Jugend       |
| 76         | Turkei                | Servet Çetin         | 17. März 1981 | 2007           | Sivasspor           |
| Mittelfeld |                       |                      |               |                |                     |
| 07         | Turkei                | Aydın Yılmaz         | 29. Jan. 1988 | 2005           | eigene Jugend       |
| 08         | Deutschland Turkei    | Barış Özbek          | 14. Sep. 1986 | 2007           | Rot-Weiss Essen     |
| 16         | Turkei                | Mustafa Sarp         | 5. Nov. 1980  | 2009           | Bursaspor           |
| 18         | Turkei                | Ayhan Akman          | 23. Feb. 1977 | 2001           | Beşiktaş Istanbul   |
| 19         | Albanien Frankreich   | Lorik Cana           | 27. Juli 1983 | 2010           | AFC Sunderland      |
| 25         | Turkei                | Yekta Kurtuluş       | 11. Dez. 1985 | 2011           | Kasımpaşa Istanbul  |
| 27         | Argentinien Italien   | Emmanuel Culio       | 30. Aug. 1983 | 2011           | CFR Cluj            |
| 52         | Turkei                | Emre Çolak           | 20. Mai 1991  | 2009           | eigene Jugend       |
| Angriff    |                       |                      |               |                |                     |
| 10         | Turkei                | Arda Turan           | 30. Jan. 1987 | 2005           | eigene Jugend       |
| 15         | Tschechien            | Milan Baroš          | 22. Sep. 1978 | 2008           | Olympique Lyon      |
| 20         | Kolumbien             | Juan Pablo Pino      | 30. März 1987 | 2010           | AS Monaco           |
| 28         | Rumänien              | Bogdan Stancu        | 28. Juni 1987 | 2011           | FCSB Bukarest       |
| 40         | Turkei                | Cem Sultan           | 27. Feb. 1991 | 2010           | eigene Jugend       |
| 66         | Turkei                | Anıl Dilaver         | 20. Nov. 1990 | 2010           | eigene Jugend       |
| 80         | Turkei England        | Colin Kâzım-Richards | 26. Aug. 1986 | 2011           | Fenerbahçe Istanbul |
| 99         | Australien England    | Harry Kewell         | 22. Sep. 1978 | 2008           | FC Liverpool        |

#### Transfers
| Zugänge | Abgänge |
| --- | --- |
| Sommer 2010 - Mehmet Batdal (Bucaspor) - Çağlar Birinci (Denizlispor) - Musa Çağıran (Altay Izmir) - Lorik Cana (AFC Sunderland) - Emiliano Insúa (FC Liverpool) a. - Zvjezdan Misimović (VfL Wolfsburg) - Juan Pablo Pino (AS Monaco) - Serdar Özkan (Beşiktaş Istanbul) - Ali Turan (Vereinslos) - Aydın Yılmaz (Eskişehirspor) w.a. Winter 2010/11 - Emmanuel Culio (CFR Cluj) - Colin Kâzım-Richards (Fenerbahçe Istanbul) - Yekta Kurtuluş (Kasımpaşa Istanbul) - Bogdan Stancu (FCSB Bukarest) - Róbinson Zapata (FCSB Bukarest) | Sommer 2010 - Murat Akça (Denizlispor) - Emre Aşık (Karriere beendet) - Uğur Demirok (Kartalspor) a. - Giovani dos Santos (Tottenham Hotspur) w.a. - Caner Erkin (PFK ZSKA Moskau) w.a. - Serdar Eylik (Denizlispor) w.a. - Leo Franco (Real Saragossa) - Emre Güngör (Gaziantepspor) - Jô (Manchester City) w.a. - Semih Kaya (Kartalspor) a. - Abdul Kader Keïta (al-Sadd Sports Club) - Fırat Kocaoğlu (Kasımpaşa Istanbul) - Özgürcan Özcan (Adanaspor) - Mehmet Topal (FC Valencia) - Uğur Uçar (MKE Ankaragücü) Winter 2010/11 - Mehmet Batdal (Konyaspor) a. - Musa Çağıran (Konyaspor) a. - Elano (FC Santos) - Zvjezdan Misimović (FK Dynamo Moskau) - Serdar Özkan (MKE Ankaragücü) - Ali Turan (Antalyaspor) |

## Spielkleidung
| Heim | Auswärts | Ausweich | Ausweich |

- Ausrüster: Adidas
- Trikotsponsor: Türk Telekom
- Ärmelsponsor: Avea
- Rückensponsor: Ülker

## Saison
Alle Ergebnisse aus Sicht von Galatasaray Istanbul.
Die Tabelle listet alle Süper-Lig-Spiele des Vereins der Saison 2010/11 auf. Siege sind grün, Unentschieden gelb und Niederlagen rot markiert.

### Süper Lig

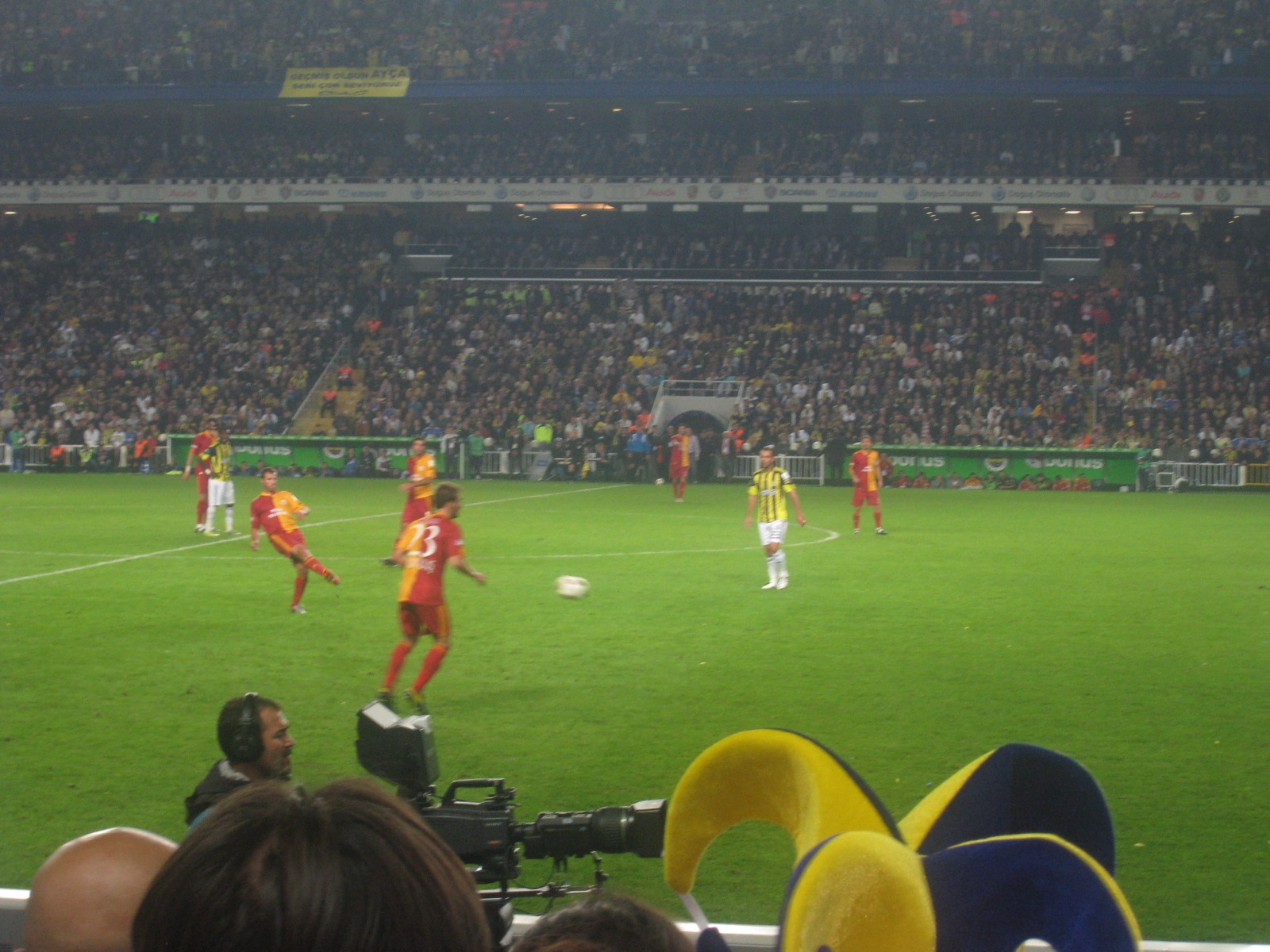
Fenerbahçe gegen Galatasaray (24. Oktober 2010)

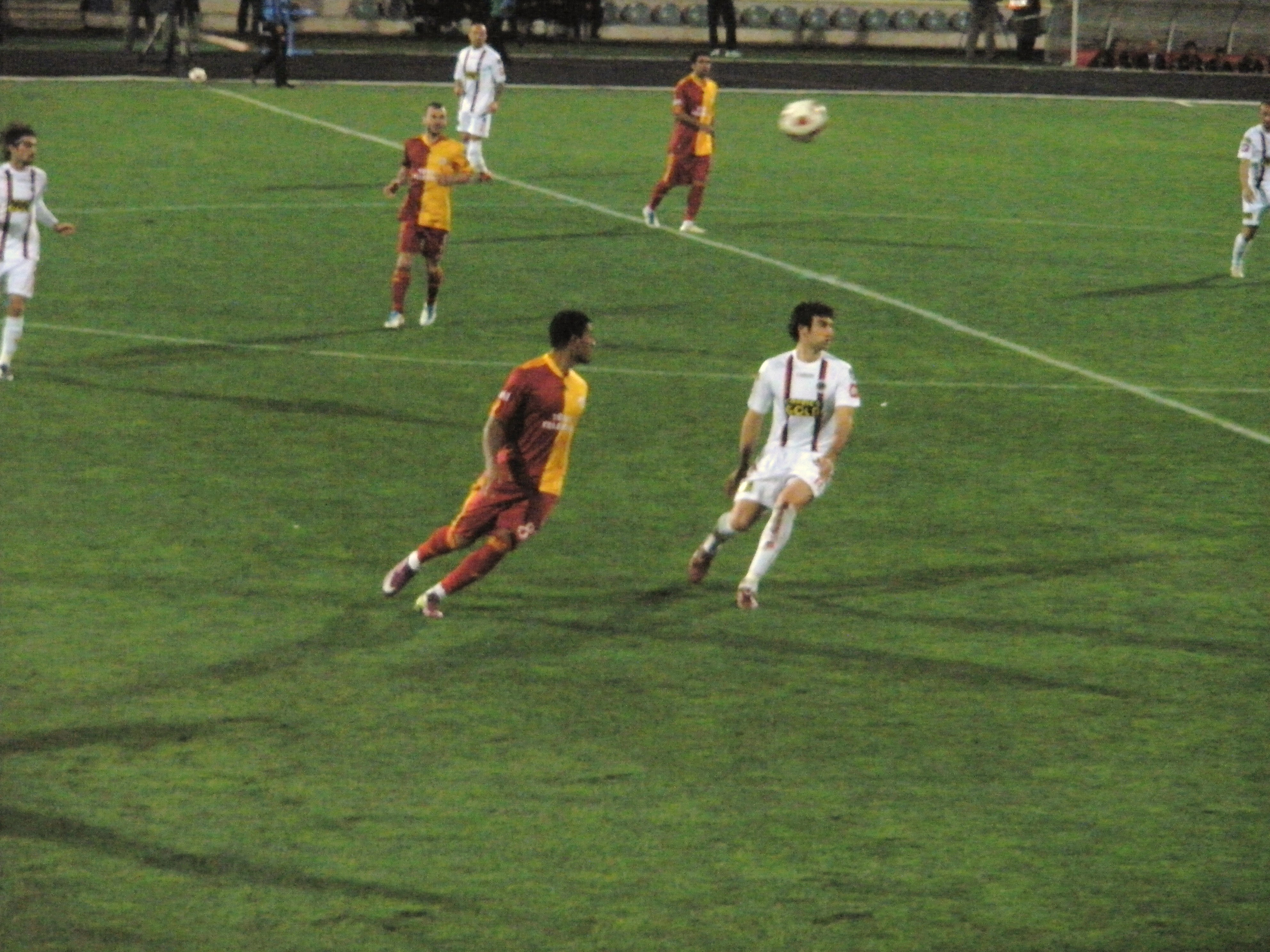
Gençlerbirliği gegen Galatasaray (20. Mai 2011)

| ST | Datum              | Gegner                | Ort                                  | Ergebnis  | Tor(e) für Galatasaray Istanbul                                     | Karte(n) für Galatasaray Istanbul                                                        |
| -- | ------------------ | --------------------- | ------------------------------------ | --------- | ------------------------------------------------------------------- | ---------------------------------------------------------------------------------------- |
| 01 | 14. August 2010    | Sivasspor             | 4 Eylül Stadı, Sivas                 | 1:2 (1:1) | 1:0 Sarp (7.)                                                       | Zan (43.), Sarp (46.), Ali Turan (61.), Cana (64.), Baroš (89.)                          |
| 02 | 22. August 2010    | Bursaspor             | Ali Sami Yen Stadyumu, Istanbul      | 0:2 (0:1) | keine                                                               | Baroš (43.), Akman (44.), Elano (75.), Kewell (76.)                                      |
| 03 | 29. August 2010    | Eskişehirspor         | Atatürk Stadı, Eskişehir             | 3:1 (1:1) | 1:0 Baroš (4.), 2:1 Yaman (68. Eigentor), 3:1 Çetin (71.)           | Neill (86.)                                                                              |
| 04 | 13. September 2010 | Gaziantepspor         | Ali Sami Yen Stadyumu, Istanbul      | 1:0 (0:0) | 1:0 Kewell (60. Handelfmeter)                                       | Kewell (52.)                                                                             |
| 05 | 18. September 2010 | Bucaspor              | Atatürk Stadı, Izmir                 | 1:0 (0:0) | 1:0 Akman (69.)                                                     | Insúa (42.)                                                                              |
| 06 | 26. September 2010 | Istanbul BB           | Ali Sami Yen Stadyumu, Istanbul      | 3:1 (3:0) | 1:0 Baroš (5.), 2:0 Baroš (12. Handelfmeter), 3:0 Baroš (41.)       | Cana (18.), Pino (59.), Akman (64.), Özbek (80.), S. Kurtuluş (89.)                      |
| 07 | 1. Oktober 2010    | Kardemir Karabükspor  | Necmettin-Şeyhoğlu-Stadion, Karabük  | 1:2 (0:2) | 1:2 Özbek (75.)                                                     | Insúa (10.), Özbek (11.), Pino (89.)                                                     |
| 08 | 17. Oktober 2010   | MKE Ankaragücü        | Ali Sami Yen Stadyumu, Istanbul      | 2:4 (0:1) | 1:2 Baroš (57.), 2:3 Baroš (64.)                                    | Ceylan (60.), Sarp (80.), Akman (81.), Balta (88.)                                       |
| 09 | 24. Oktober 2010   | Fenerbahçe Istanbul   | Şükrü Saracoğlu Stadı, Istanbul      | 0:0       | keine                                                               | Neill (24.), Akman (42.), Pino (83.)                                                     |
| 10 | 30. Oktober 2010   | Antalyaspor           | Ali Sami Yen Stadyumu, Istanbul      | 2:1 (2:0) | 1:0 Çetin (31.), 2:0 Pino (34.)                                     | S. Kurtuluş (43.), Ali Turan (59.), Misimović (73.), Özbek (89.)                         |
| 11 | 7. November 2010   | Trabzonspor           | Hüseyin Avni Aker Stadı, Trabzon     | 0:2 (0:0) | keine                                                               | Elano (42.), Sarıoğlu (46.), Sarp (56.)                                                  |
| 12 | 14. November 2010  | Manisaspor            | Ali Sami Yen Stadyumu, Istanbul      | 0:2 (0:1) | keine                                                               | keine                                                                                    |
| 13 | 21. November 2010  | Kayserispor           | Kadir Has Stadı, Kayseri             | 0:0       | keine                                                               | Akman (37.), Balta (44.), Çolak (82.)                                                    |
| 14 | 28. November 2010  | Beşiktaş Istanbul     | Ali Sami Yen Stadyumu, Istanbul      | 1:2 (0:1) | 1:2 Kewell (89.)                                                    | Sarıoğlu (41.), Cana (44.), Elano (71.)                                                  |
| 15 | 4. Dezember 2010   | Kasımpaşa Istanbul    | Recep Tayyip Erdoğan Stadı, Istanbul | 3:0 (2:0) | 1:0 Kewell (27.), 2:0 Pino (44.), 3:0 Balta (71.)                   | Neill (89.)                                                                              |
| 16 | 11. Dezember 2010  | Gençlerbirliği Ankara | Ali Sami Yen Stadyumu, Istanbul 1    | 0:2 (0:2) | keine                                                               | Pino (62.), Zan (72.)                                                                    |
| 17 | 19. Dezember 2010  | Konyaspor             | Atatürk Stadyumu, Konya              | 1:0 (0:0) | 1:0 Dilaver (81.)                                                   | Birinci (59.), Erçetin (89.), Cana (89.)                                                 |
| 18 | 23. Januar 2011    | Sivasspor             | Türk Telekom Arena, Istanbul 2       | 1:0 (0:0) | 1:0 Çetin (70.)                                                     | Cana (35.), Culio (37.)                                                                  |
| 19 | 29. Januar 2011    | Bursaspor             | Atatürk Stadı, Bursa                 | 0:2 (0:2) | keine                                                               | Sarıoğlu (38.), Çetin (61.), Culio (63.), Akman (64.), Kâzım-Richards (84.), Akman (64.) |
| 20 | 6. Februar 2011    | Eskişehirspor         | Türk Telekom Arena, Istanbul         | 4:2 (3:0) | 1:0 Cana (11.), 2:0 Stancu (14.), 3:0 Kewell (44.), 4:2 Baroš (81.) | Culio (65.), Baroš (88.)                                                                 |
| 21 | 12. Februar 2011   | Gaziantepspor         | Kamil Ocak Stadı, Gaziantep          | 0:1 (0:1) | keine                                                               | keine                                                                                    |
| 22 | 19. Februar 2011   | Bucaspor              | Türk Telekom Arena, Istanbul         | 1:0 (0:0) | 1:0 Culio (77.)                                                     | Cana (64.), Neill (80.), Kâzım-Richards (81.), Stancu (84.)                              |
| 23 | 26. Februar 2011   | Istanbul BB           | Atatürk-Olympiastadion, Istanbul     | 1:3 (1:0) | 1:0 Baroš (32.)                                                     | S. Kurtuluş (86.), Pino (89.)                                                            |
| 24 | 5. März 2011       | Kardemir Karabükspor  | Türk Telekom Arena, Istanbul         | 0:0       | keine                                                               | Zan (21.), Baroš (62.)                                                                   |
| 25 | 13. März 2011      | MKE Ankaragücü        | 19 Mayıs Stadı, Ankara               | 2:3 (1:0) | 1:0 Yılmaz (32.), 2:1 Pino (62.)                                    | Cana (44.), Birinci (74.), Akman (89.)                                                   |
| 26 | 18. März 2011      | Fenerbahçe Istanbul   | Türk Telekom Arena, Istanbul         | 1:2 (1:0) | 1:0 Kâzım-Richards (14.)                                            | Kâzım-Richards (15.), Çetin (30.), Zan (32.), Culio (71.), Baroš (90.+6')                |
| 27 | 4. April 2011      | Antalyaspor           | Mardan-Stadion, Antalya              | 0:3 (0:1) | keine                                                               | Arda Turan (29.), S. Kurtuluş (44.), Ceylan (69.), Neill (88.)                           |
| 28 | 10. April 2011     | Trabzonspor           | Türk Telekom Arena, Istanbul         | 0:1 (0:0) | keine                                                               | Akman (24.), Neill (58.), Zan (63.), Pino (89.), Kâzım-Richards (74.)                    |
| 29 | 18. April 2011     | Manisaspor            | 19 Mayıs Stadı, Manisa               | 3:2 (2:0) | 1:0 Arda Turan (13.), 2:0 Arda Turan (16.), 3:1 Culio (60.)         | Culio (70.)                                                                              |
| 30 | 23. April 2011     | Kayserispor           | Türk Telekom Arena, Istanbul         | 1:1 (1:1) | 1:0 Zan (2.)                                                        | Sarıoğlu (58.), Arda Turan (73.)                                                         |
| 31 | 30. April 2011     | Beşiktaş Istanbul     | İnönü Stadı, Istanbul                | 0:2 (0:0) | keine                                                               | S. Kurtuluş (22.), Arda Turan (59.), Baroš (67.)                                         |
| 32 | 9. Mai 2011        | Kasımpaşa Istanbul    | Türk Telekom Arena, Istanbul         | 3:1 (1:1) | 1:0 Stancu (38.), 2:1 Baroš (60. Foulelfmeter), 3:1 Çetin (81.)     | Sarıoğlu (10.), Akman (74.), Baroš (88.)                                                 |
| 33 | 14. Mai 2011       | Gençlerbirliği Ankara | 19 Mayıs Stadı, Ankara               | 3:2 (1:1) | 1:1 Kewell (44.), 2:1 Culio (47.), 3:2 Kâzım-Richards (85.)         | Yılmaz (82.)                                                                             |
| 34 | 20. Mai 2011       | Konyaspor             | Türk Telekom Arena, Istanbul         | 2:0 (2:0) | 1:0 Kâzım-Richards (10.), 2:0 Culio (15.)                           | Kâzım-Richards (21.), Y. Kurtuluş (28.), Çolak (53.), Culio (57.)                        |

### Türkiye Kupası
| Runde                   | Datum             | Gegner              | Ort                             | Ergebnis  | Tor(e) für Galatasaray Istanbul                                 | Karte(n) für Galatasaray Istanbul                                               |
| ----------------------- | ----------------- | ------------------- | ------------------------------- | --------- | --------------------------------------------------------------- | ------------------------------------------------------------------------------- |
| Gruppenphase            | 10. November 2010 | Denizlispor         | Ali Sami Yen Stadyumu, Istanbul | 3:1 (1:0) | 1:0 Elano (26.), 2:1 Pino (75.), 3:1 Pino (88.)                 | Akman (80.)                                                                     |
| Gruppenphase            | 22. Dezember 2010 | Gaziantepspor       | Kamil Ocak Stadı, Gaziantep     | 1:1 (1:1) | 1:1 Pino (12.)                                                  | Neill (15.), Akman (25.), Birinci (31.), Zan (54.)                              |
| Gruppenphase            | 11. Januar 2011   | Beypazarı Şekerspor | Türk Telekom Arena, Istanbul    | 3:1 (0:1) | 1:1 Çetin (72.), 2:1 Arda Turan (82.), 3:1 Kâzım-Richards (90.) | keine                                                                           |
| Gruppenphase            | 18. Januar 2011   | Antalyaspor         | Mardan-Stadion, Antalya         | 0:0       | keine                                                           | Cana (28.), S. Kurtuluş (58.), Arda Turan (72.), Insúa (90.), S. Kurtuluş (68.) |
| Viertelfinale-Hinspiel  | 3. Februar 2011   | Gaziantepspor       | Kamil Ocak Stadı, Gaziantep     | 2:3 (1:1) | 1:1 Kâzım-Richards (38.), 2:1 Stancu (63.)                      | Stancu (14.)                                                                    |
| Viertelfinale-Rückspiel | 2. März 2011      | Gaziantepspor       | Türk Telekom Arena, Istanbul    | 0:0       | keine                                                           | Cana (23.), Stancu (33.), S. Kurtuluş (74.), Neill (89.)                        |

### UEFA Europa League
| Runde                            | Datum           | Gegner       | Ort                             | Ergebnis  | Tor(e) für Galatasaray Istanbul                                                                         | Karte(n) für Galatasaray Istanbul                           |
| -------------------------------- | --------------- | ------------ | ------------------------------- | --------- | --- | ----------------------------------------------------------- |
| 3. Qualifikationsrunde-Hinspiel  | 29. Juli 2010   | OFK Belgrad  | Ali Sami Yen Stadyumu, Istanbul | 2:2 (1:0) | 1:0 Arda Turan (26.), 2:0 Arda Turan (76.)                                                              | Neill (89.)                                                 |
| 3. Qualifikationsrunde-Rückspiel | 5. August 2010  | OFK Belgrad  | Omladinski stadion, Belgrad     | 5:1 (2:1) | 1:0 Sarp (12.), 2:0 Kewell (22.), 3:1 Kewell (57. Foulelfmeter), 4:1 Arda Turan (71.), 5:1 Batdal (81.) | Akman (36.), Sarp (40.), Kewell (67.)                       |
| Play-offs-Hinspiel               | 19. August 2010 | Karpaty Lwiw | Ali Sami Yen Stadyumu, Istanbul | 2:2 (0:2) | 1:2 Baroš (59.), 2:2 Baroš (86.)                                                                        | Ali Turan (29.), Özbek (57.)                                |
| Play-offs-Rückspiel              | 26. August 2010 | Karpaty Lwiw | Ukraina, Lwiw                   | 1:1 (0:0) | 1:0 Yılmaz (90.+1')                                                                                     | Balta (38.), Arda Turan (41.), Çetin (74.), Ali Turan (75.) |

### Freundschaftsspiele
Diese Tabelle führt die ausgetragenen Freundschaftsspiele auf.

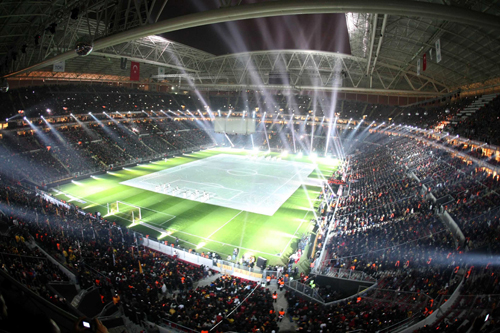
Die Eröffnung der Türk Telekom Arena (15. Januar 2011).

| Datum           | Gegner           | Ort                            | Ergebnis  | Tor(e) für Galatasaray Istanbul                                                         | Karte(n) für Galatasaray Istanbul |
| --------------- | ---------------- | ------------------------------ | --------- | --------------------------------------------------------------------------------------- | --------------------------------- |
| 13. Juli 2010   | 1. FC Kleve      | Stadion am Bresserberg, Kleve  | 4:0 (2:0) | 1:0 Baroš (23.), 2:0 Özbek (18.), 3:0 Öztel (51.), 4:0 Batdal (70.)                     | keine                             |
| 15. Juli 2010   | VfB Homberg      | PCC-Stadion, Homberg           | 5:0 (3:0) | 1:0 Batdal (9.), 2:0 Özkan (12.), 3:0 Arda Turan (40.), 4:0 Sarp (55.), 5:0 Kesim (59.) | keine                             |
| 24. Juli 2010   | Sporting Hasselt | Sport Stadion                  | 2:0 (1:0) | 1:0 Arda Turan (14.), 2:0 Çolak (77.)                                                   | Öztel (71.)                       |
| 8. Januar 2011  | Hannover 96      | Oba Stadyumu, Alanya 3         | 3:0 (1:0) | 1:0 Balta (19. Elfmeter), 2:0 Sarıoğlu (63.), 3:0 Kâzım-Richards (86.)                  | keine                             |
| 15. Januar 2011 | Ajax Amsterdam   | Türk Telekom Arena, Istanbul 4 | 0:0       | keine                                                                                   | S. Kurtuluş (25.)                 |

## Statistiken

### Teamstatistik
| Wettbewerb         | Punkte | daheim | daheim | daheim | daheim | daheim | auswärts | auswärts | auswärts | auswärts | auswärts | Gesamt | Gesamt | Gesamt | Gesamt | Gesamt | Tordifferenz |
| Wettbewerb         | Punkte | Sp     | S      | U      | N      | TV     | Sp       | S        | U        | N        | TV       | Sp     | S      | U      | N      | TV     | Tordifferenz |
| ------------------ | ------ | ------ | ------ | ------ | ------ | ------ | -------- | -------- | -------- | -------- | -------- | ------ | ------ | ------ | ------ | ------ | ------------ |
| Süper Lig          | 46     | 17     | 8      | 2      | 7      | 22:21  | 17       | 6        | 2        | 9        | 19:25    | 34     | 14     | 4      | 16     | 41:46  | −5           |
| Türkiye Kupası     | –      | 3      | 2      | 1      | 0      | 6:2    | 3        | 0        | 2        | 1        | 3:3      | 6      | 2      | 3      | 1      | 9:5    | +4           |
| UEFA Europa League | –      | 2      | 0      | 2      | 0      | 4:4    | 2        | 1        | 1        | 0        | 6:2      | 4      | 1      | 3      | 0      | 10:6   | +4           |
| Gesamt             | 46     | 22     | 10     | 5      | 7      | 32:27  | 22       | 7        | 5        | 10       | 28:30    | 44     | 17     | 10     | 17     | 60:57  | +3           |

### Saisonverlauf
| Spieltag | 1  | 2  | 3  | 4 | 5 | 6 | 7 | 8 | 9 | 10 | 11 | 12 | 13 | 14 | 15 | 16 | 17 | 18 | 19 | 20 | 21 | 22 | 23 | 24 | 25 | 26 | 27 | 28 | 29 | 30 | 31 | 32 | 33 | 34 |
| -------- | -- | -- | -- | - | - | - | - | - | - | -- | -- | -- | -- | -- | -- | -- | -- | -- | -- | -- | -- | -- | -- | -- | -- | -- | -- | -- | -- | -- | -- | -- | -- | -- |
| Spielort | A  | H  | A  | H | A | H | A | H | A | H  | A  | H  | A  | H  | A  | H  | A  | H  | A  | H  | A  | H  | A  | H  | A  | H  | A  | H  | A  | H  | A  | H  | A  | H  |
| Resultat | N  | N  | S  | S | S | S | N | N | U | S  | N  | N  | U  | N  | S  | N  | S  | S  | N  | S  | N  | S  | N  | U  | N  | N  | N  | N  | S  | U  | N  | S  | S  | S  |
| Platz    | 12 | 17 | 12 | 7 | 7 | 3 | 7 | 9 | 9 | 8  | 9  | 10 | 10 | 10 | 9  | 10 | 9  | 7  | 10 | 8  | 10 | 8  | 10 | 11 | 11 | 11 | 13 | 14 | 13 | 12 | 14 | 12 | 9  | 8  |

Quelle: https://www.weltfussball.de/spielplan/tur-sueper-lig-2010-2011
Legende: Spielort: H = Heim; A = Auswärts. Resultat: S = Sieg; U = Unentschieden; N = Niederlage

### Spielerstatistiken
| Spieler              | Süper Lig | Süper Lig | Süper Lig   | Süper Lig  | Türkiye Kupası | Türkiye Kupası | Türkiye Kupası | Türkiye Kupası | Europa League | Europa League | Europa League | Europa League | Total    | Total | Total       | Total      |
| Spieler              | Einsätze  | Tore      | Gelbe Karte | Rote Karte | Einsätze       | Tore           | Gelbe Karte    | Rote Karte     | Einsätze      | Tore          | Gelbe Karte   | Rote Karte    | Einsätze | Tore  | Gelbe Karte | Rote Karte |
| -------------------- | --------- | --------- | ----------- | ---------- | -------------- | -------------- | -------------- | -------------- | ------------- | ------------- | ------------- | ------------- | -------- | ----- | ----------- | ---------- |
| Ayhan Akman          | 26        | 1         | 8           | 1          | 5              | 0              | 2              | 0              | 4             | 0             | 1             | 0             | 35       | 1     | 11          | 1          |
| Hakan Balta          | 20        | 1         | 2           | 0          | 4              | 0              | 0              | 0              | 4             | 0             | 1             | 0             | 28       | 1     | 3           | 0          |
| Milan Baroš          | 17        | 9         | 6           | 1          | 2              | 0              | 0              | 0              | 2             | 2             | 0             | 0             | 21       | 11    | 6           | 1          |
| Mehmet Batdal        | 6         | 0         | 0           | 0          | 1              | 0              | 0              | 0              | 3             | 1             | 0             | 0             | 10       | 1     | 0           | 0          |
| Çağlar Birinci       | 10        | 0         | 2           | 0          | 2              | 0              | 1              | 0              | 0             | 0             | 0             | 0             | 12       | 0     | 3           | 0          |
| Musa Çağıran         | 1         | 0         | 0           | 0          | 0              | 0              | 0              | 0              | 0             | 0             | 0             | 0             | 1        | 0     | 0           | 0          |
| Lorik Cana           | 24        | 1         | 6           | 1          | 4              | 0              | 2              | 0              | 3             | 0             | 0             | 0             | 31       | 1     | 8           | 1          |
| Servet Çetin         | 31        | 4         | 2           | 0          | 6              | 1              | 0              | 0              | 4             | 0             | 1             | 0             | 41       | 5     | 3           | 0          |
| Ufuk Ceylan          | 19        | 0         | 1           | 1          | 2              | 0              | 0              | 0              | 1             | 0             | 0             | 0             | 22       | 0     | 1           | 1          |
| Emre Çolak           | 13        | 0         | 2           | 0          | 3              | 0              | 0              | 0              | 1             | 0             | 0             | 0             | 17       | 0     | 2           | 0          |
| Emmanuel Culio       | 15        | 4         | 6           | 0          | 4              | 0              | 0              | 0              | 0             | 0             | 0             | 0             | 19       | 4     | 6           | 0          |
| Anıl Dilaver         | 2         | 1         | 0           | 0          | 1              | 0              | 0              | 0              | 0             | 0             | 0             | 0             | 3        | 1     | 0           | 0          |
| Elano                | 8         | 0         | 3           | 0          | 1              | 1              | 0              | 0              | 0             | 0             | 0             | 0             | 9        | 1     | 3           | 0          |
| Aykut Erçetin        | 6         | 0         | 1           | 0          | 2              | 0              | 0              | 0              | 3             | 0             | 0             | 0             | 11       | 0     | 1           | 0          |
| Emiliano Insúa       | 16        | 0         | 2           | 0          | 3              | 0              | 1              | 0              | 0             | 0             | 0             | 0             | 19       | 0     | 3           | 0          |
| Colin Kâzım-Richards | 13        | 3         | 4           | 1          | 4              | 2              | 0              | 0              | 0             | 0             | 0             | 0             | 17       | 5     | 4           | 1          |
| Ahmet Kesim          | 0         | 0         | 0           | 0          | 0              | 0              | 0              | 0              | 0             | 0             | 0             | 0             | 0        | 0     | 0           | 0          |
| Harry Kewell         | 20        | 5         | 2           | 0          | 3              | 0              | 0              | 0              | 3             | 2             | 1             | 0             | 26       | 7     | 3           | 0          |
| Serkan Kurtuluş      | 14        | 0         | 5           | 0          | 4              | 0              | 2              | 1              | 1             | 0             | 0             | 0             | 19       | 0     | 7           | 1          |
| Yekta Kurtuluş       | 13        | 0         | 1           | 0          | 2              | 0              | 0              | 0              | 0             | 0             | 0             | 0             | 15       | 0     | 1           | 0          |
| Zvjezdan Misimović   | 9         | 0         | 1           | 0          | 0              | 0              | 0              | 0              | 0             | 0             | 0             | 0             | 9        | 0     | 1           | 0          |
| Lucas Neill          | 25        | 0         | 6           | 0          | 3              | 0              | 2              | 0              | 4             | 0             | 1             | 0             | 32       | 0     | 9           | 0          |
| Barış Özbek          | 17        | 1         | 3           | 0          | 2              | 0              | 0              | 0              | 3             | 0             | 1             | 0             | 22       | 1     | 4           | 0          |
| Serdar Özkan         | 2         | 0         | 0           | 0          | 1              | 0              | 0              | 0              | 4             | 0             | 0             | 0             | 7        | 0     | 0           | 0          |
| Juan Pablo Pino      | 19        | 3         | 6           | 0          | 4              | 3              | 0              | 0              | 2             | 0             | 0             | 0             | 25       | 6     | 6           | 0          |
| Sabri Sarıoğlu       | 23        | 0         | 5           | 0          | 4              | 0              | 0              | 0              | 2             | 0             | 0             | 0             | 29       | 0     | 5           | 0          |
| Mustafa Sarp         | 21        | 1         | 3           | 0          | 2              | 0              | 0              | 0              | 4             | 1             | 1             | 0             | 27       | 2     | 4           | 0          |
| Bogdan Stancu        | 14        | 2         | 1           | 0          | 2              | 1              | 2              | 0              | 0             | 0             | 0             | 0             | 16       | 3     | 3           | 0          |
| Cem Sultan           | 1         | 0         | 0           | 0          | 0              | 0              | 0              | 0              | 0             | 0             | 0             | 0             | 1        | 0     | 0           | 0          |
| Ali Turan            | 9         | 0         | 2           | 0          | 1              | 0              | 0              | 0              | 3             | 0             | 2             | 0             | 13       | 0     | 4           | 0          |
| Arda Turan           | 12        | 2         | 3           | 0          | 3              | 1              | 1              | 0              | 4             | 3             | 1             | 0             | 19       | 6     | 5           | 0          |
| Aydın Yılmaz         | 19        | 1         | 1           | 0          | 5              | 0              | 0              | 0              | 1             | 1             | 0             | 0             | 25       | 2     | 1           | 0          |
| Cumhur Yılmaztürk    | 0         | 0         | 0           | 0          | 0              | 0              | 0              | 0              | 0             | 0             | 0             | 0             | 0        | 0     | 0           | 0          |
| Gökhan Zan           | 16        | 1         | 5           | 0          | 2              | 0              | 1              | 0              | 0             | 0             | 0             | 0             | 18       | 1     | 6           | 0          |
| Róbinson Zapata      | 10        | 0         | 0           | 0          | 2              | 0              | 0              | 0              | 0             | 0             | 0             | 0             | 12       | 0     | 0           | 0          |